# Cuore di mamma (programma televisivo)
Cuore di mamma è stato un programma televisivo italiano di genere reality, andato in onda su Rai 2 dal 1º marzo al 4 giugno 2010, dal lunedì al venerdì alle ore 17:00, per 70 puntate.
La trasmissione era condotta da Amadeus affiancato da Laura Tecce, mentre erano presenti nel ruolo di opinionisti lo stilista Renato Balestra e il papirologo Aristide Malnati.
Il programma era una rielaborazione del reality show La sposa perfetta, a sua volta basato sul format Date My Mom creato dalla Reveille LLC DBA Shine International. La formula prevedeva che la mamma dei concorrenti di ogni singola puntata scegliesse il partner del proprio figlio o figlia fra tre candidati (uomini o donne), che venivano di volta in volta sottoposti ad una serie di prove e di domande.